# Coppa di Germania 2000-2001 (hockey su pista)
La Coppa di Germania 2000-2001 è stata la 15ª edizione della principale coppa nazionale tedesca di hockey su pista. Il torneo ha avuto inizio il 31 marzo e si è concluso il 3 giugno 2001. Il trofeo è stato conquistato dal Cronenberg per la quinta volta nella sua storia.

## Risultati

### Primo turno
| Squadra 1      | Risultato | Squadra 2       |
| -------------- | --------- | --------------- |
| 31 marzo 2001  |           |                 |
| Friesen 1884   | 3 - 4     | Darmstadt       |
| Iserlohn       | 5 - 4     | Walsum          |
| Recklinghausen | 5 - 14    | Düsseldorf Nord |
| Weil           | 4 - 7     | Cronenberg      |

### Quarti di finale
| Squadra 1      | Risultato | Squadra 2  |
| -------------- | --------- | ---------- |
| 13 maggio 2001 |           |            |
| Hüls           | 1 - 15    | Darmstadt  |
| Konstanzer REC | 2 - 8     | Iserlohn   |
| Remscheid      | 5 - 9     | Cronenberg |

### Semifinali
| Squadra 1      | Risultato       | Squadra 2       |
| -------------- | --------------- | --------------- |
| 20 maggio 2001 |                 |                 |
| Cronenberg     | 4 - 3           | Düsseldorf Nord |
| Iserlohn       | 1 - 1 (0-1 dtr) | Darmstadt       |

### Finale
| Darmstadt 2 giugno 2001 Gara di andata | Darmstadt | 3 – 4 | Cronenberg | Rollschuhbahn |

| Wuppertal 3 giugno 2001 Gara di ritorno | Cronenberg | 10 – 1 | Darmstadt | Alfred-Henckels-Halle |